# Hästskotjärnen (Älvdalens socken, Dalarna)
Hästskotjärnen är en sjö i Älvdalens kommun i Dalarna och ingår i Dalälvens huvudavrinningsområde.